# Élections européennes de 1984 en Belgique
En Belgique, les élections européennes de 1984 se sont déroulées le 17 juin 1984.
Non-participation : 7,9 % (Le vote est obligatoire)

## Candidats

### Collège francophone
| Parti                               | Tête de liste               |
| ----------------------------------- | --------------------------- |
| Parti socialiste                    | Ernest Glinne               |
| Parti réformateur libéral           | Daniel Ducarme              |
| Parti social chrétien               | Gérard Deprez               |
| Ecolo                               | François Roelants du Vivier |
| Rassemblement wallon                |                             |
| Front démocratique des francophones |                             |

### Collège néerlandophone
| Parti                               | Tête de liste   |
| ----------------------------------- | --------------- |
| Christelijke Volkspartij            | Leo Tindemans   |
| Partij voor Vrijheid en Vooruitgang | Karel De Gucht  |
| Socialistische Partij               | Karel Van Miert |
| Agalev                              | Paul Staes      |
| Volksunie                           | Willy Kuijpers  |

## Résultats

### Collège francophone
| Parti                               | %    | Sièges | Groupe politique |
| ----------------------------------- | ---- | ------ | ---------------- |
| Parti socialiste                    | 34,0 | 5      | SOC              |
| Parti réformateur libéral           | 24,1 | 3      | LD               |
| Parti social chrétien               | 19,5 | 2      | PPE              |
| Ecolo                               | 9,9  | 1      | ARC              |
| Front démocratique des francophones | 6,4  | 0      |                  |
| Rassemblement wallon                | 2,3  | 0      |                  |

### Collège néerlandophone
| Parti                               | %    | Sièges | Groupe politique |
| ----------------------------------- | ---- | ------ | ---------------- |
| Christelijke Volkspartij            | 32,5 | 4      | PPE              |
| Socialistische Partij               | 28,1 | 4      | SOC              |
| Partij voor Vrijheid en Vooruitgang | 14,2 | 2      | LD               |
| Volksunie                           | 13,9 | 2      | ARC              |
| Agalev                              | 7,1  | 1      | ARC              |